# Oryzopsis gracilis
Oryzopsis gracilis là một loài thực vật có hoa trong họ Hòa thảo. Loài này được (Mez) Pilg. mô tả khoa học đầu tiên năm 1939.